# オルトロスの犬
『オルトロスの犬』（オルトロスのいぬ）は、TBS系列の金曜ドラマ枠（毎週金曜日22:00 - 22:54、JST）で2009年7月24日から9月25日まで放送された日本のテレビドラマ。主演は滝沢秀明。

## 概要
あらゆる怪我や病気を治す力を持つ凶悪な男と、触れただけで人を殺す力を持つ優しく繊細な青年が出会い展開されるサスペンスドラマ。
「ショーランナー」と呼ばれるアメリカでヒットしているドラマの様式を採用し、複数の脚本家（ワーナー・ブラザース映画ライターズワークショップ）が各シーンを持ち寄り競い合わせ、それをチーフ脚本家の青木万央がまとめ上げる、というのが本作品の特徴である。
滝沢秀明のドラマ主演は大河ドラマ『義経』以来4年振りとなる。
ちなみに、タイトルの「オルトロス（Orthros）」はギリシャ神話に登場する二つの頭を持った犬をあらわす（つまり、オルトロスは元々犬である）。そしてオルトロスをモチーフにしたマスコットキャラクター「オルとロス」がいる。
当初、全10話の予定だったが、後述の出演者の錦戸亮が撮影期間中にA型インフルエンザに感染した影響で9話となった。

## ストーリー
女子大生不審死事件の捜査を進める刑事・長谷部渚は主犯の熊切勝に追い詰められ命の危機に陥った所を一人の青年の力に救われる。その男の名は碧井涼介、相手に触れただけで人を殺せる「悪魔の手」の持ち主だった。
碧井の能力を目の当たりにした渚は碧井の能力を調べるうちに、碧井と対照的に病気や傷を治す能力を持った「神の手」を持つ死刑囚・竜崎臣司という男の存在を知る。そして竜崎の要求を受けた渚を通じ、竜崎と碧井は邂逅するが、竜崎は碧井を利用して拘置所から脱走してしまう。
「神の手」を持った危険な男が世に放たれた時、「神の手」と「悪魔の手」を巡る思惑と野望が渦巻く物語が始まった。

## 登場人物

### 主要人物
竜崎 臣司（りゅうざき しんじ）〈28〉
演 - 滝沢秀明（少年期：湯山敦紀 / 幼少期：伊藤悠翔）
患部に触れるだけであらゆる傷や病気を治すことができる、「神の手」の持ち主。性格は、能力とは対照的で冷酷。病気と闘う人を見下す言動を取り、能力を自分に見合った条件下でしか使用しようとしない。「あんたは俺に何をしてくれる？」と相手に問いかける事があり、相手に選択権や決定権を託す場合もある。ただし、これはあくまで私情に流されず、中立的な考えを持っているためであり、後述の柴田が起こした事件の際には「認知症のために自分の娘が死んだことすら忘れてる」という事実から「治さない(忘れてる)方が幸せかもしれない」と考え、終始治そうとはしなかった。
碧井に対しては、異常ともいえる程固執しており、度々彼の前に現れる。
18歳の時に3人の人間を殺したとして死刑判決を受け、関東中央拘置所に収監されていた。渚から自分と対極の力を持つ碧井を知り、碧井の能力を利用して脱獄する。その後、碧井や渚らの前に現れて暗躍していたが、榊を治した事がきっかけで釈放される。
碧井と同じ龍谷村のお守りを持っている。龍谷村の出身者で、母は幼い頃に自殺し、巽は10年前に竜崎を置いて村から逃げ出した。その後二宮に誘拐され、能力を金儲けの為に利用しようとする二宮の命令には一切従わなかったため、二宮から見捨てられたが、二宮と再会した際に、二宮が3人の人間を刺し、治すよう強要されたが、無視して殺人を犯した事になっていた。
碧井 涼介（あおい りょうすけ）〈25〉
演 - 錦戸亮（幼少期：須田琉雅）
手で触れただけで人を殺す能力を持つ「悪魔の手」を持つ青年。心優しい性格で正義感が強いが、自分の能力で殺人を犯したことに自己嫌悪している。
高校で国語教師（加奈の担任）として働いており（竜崎から「先生」と呼ばれる）、生徒や他の教師からも信頼されている。薬物を違法に売買している所で渚や勝と会い、そこで勝の仲間の内村修平を殺した後に出頭するも、信じてもらえずに釈放される。その後、渚から竜崎の存在を知り対面するが、竜崎に騙され脱獄を手伝ってしまう。それ以来竜崎の言葉に振り回されている。今まで自分の能力を嫌悪していたが、竜崎を止める為に使う事を決意する。
龍谷村のお守りを持っているが、龍谷村に関する詳細は知らない。
長谷部 渚（はせべ なぎさ）〈26〉
演 - 水川あさみ
南品川署刑事課の女性刑事。勝気かつ行動力旺盛な性格で、独自に捜査を進めて突っ走る癖がある。正人とは恋人同士だが、竜崎の能力に魅せられた正人に裏切られてからは疎遠になる。女子大生不審死事件を追う中で、竜崎と碧井の相対する能力を知り、二人を引き合わせることになる。竜崎や碧井の力を我が物としようとする者たちに翻弄されながらも、竜崎が犯したとされる殺人事件の真相を追う。一時期は沢村の命で警察庁警備企画課に異動となり、竜崎の警護を担当していた。
また、喘息持ちの娘・澪を養うシングルマザーでもある。母親としては愛情深く常に娘を気遣っている。喘息を治してもらいたいと思っているが、竜崎の能力で治すのは間違っていると思っている為、竜崎の能力を借りようとしない。

### 警察関係者
柴田 宗助〈59〉
演 - 山本龍二（第1話 - 第6話・最終話）
南品川署刑事課の刑事で渚の先輩で、渚に拳銃の指導をした（その為、拳銃の持ち方が似ている）。還暦間際で腰を痛めがち。
認知症の妻を竜崎の力で治させようとしたが失敗。警備企画課の職員に誤って銃撃され、渚の目の前で死亡した。
前園 千春〈29〉
演 - 原田夏希
女性監察医。渚にとって公私にわたる良き理解者で協力者。医学部の先輩である沢村とは変人同士気が合うが、恋人同士であるかどうかは不明。渚・沢村双方に情報を提供しつつ、沢村の企みに加担していく。碧井の「悪魔の手」によって殺された人々の死を「天罰」と称し、死体を「芸術的」と評するなど、かなりズレた感性の持ち主。「神の手」と「悪魔の手」の戦いの後は小児科医に転職した。
沢村 敬之〈45〉
演 - 佐々木蔵之介
警察庁警備企画課理事官。医学部卒の切れ者で謀略家。碧井の力を実証するために部下を犠牲にしたり、協力関係にあった熊切の命を狙ったりするなど、目的の為には手段を選ばない。
「殺人を唯一正当化出来る組織」にとっては有益であるとして「悪魔の手」を持つ碧井を利用し、理想の社会を実現しようと企む。それに対し、「神の手」を持つ竜崎の存在は世間を混乱させるため根絶すべきであると考えている。最終的には教会を爆破し竜崎を殺害しようとした容疑で、渚によって逮捕される。
二宮 健〈45〉
演 - 六角精児
元は龍谷村に駐在していた警察官で、現在はホームレス。竜崎や龍谷村の過去をよく知り、竜崎のことを「臣司」と呼んでいる。
幼い頃の竜崎を拉致して金稼ぎの道具としてこき使ってきたが、言うことを聞かなかったため、役立たずと判断し袂を分かつ。その後、18歳の竜崎と再会。一緒に居た少年3人を刺し竜崎の能力で助けさせるよう命令するも、その命令を無視された事でその様子を映したビデオカメラだけを持って逃亡し、結果的に竜崎に「殺人犯」の濡れ衣を着せた過去を持つ。そのため、竜崎の「神の手」を「悪魔の手」として恐れている。
後藤 保
演 - 中原丈雄（第1話・第2話・第4話 - 最終話）
南品川署刑事課の刑事課長。スタンドプレーの多い渚に何かと厳しい態度を取る。自らミステリー好きを公言しており、竜崎が突然釈放された理由や沢村の動向に関心を示している。
三浦 啓太
演 - 内倉憲二（第1話 - 第4話・第6話 - 最終話）
南品川署刑事課の刑事で渚の同僚。

### 熊切家
熊切 善三〈55〉
演 - 柴俊夫
勝の父でベアーズ製薬株式会社の代表取締役。榊を長年に渡って金銭的に支えてきた存在。竜崎の能力を知り、心臓病を患う榊に会わせた。勝のことは「信用できない」とまで公言していたが、勝と連絡がつかないことを心配したり、罪を犯した勝を庇ったりするなど過保護な面も見せている。
勝の起こした事件を発端に、榊のブレーンとして協力関係にあった沢村に父子共々の命を次々と狙われたことから、勝とともに勝の罪を償い方を考えるようになる。
熊切 勝〈18〉
演 - 八乙女光（Hey! Say! JUMP）
違法薬物の売買グループのリーダー格の青年。大学1年生。短絡的かつ卑劣な小悪党。女子大生不審死事件に関わる話を聞いた加奈を口封じのために殺害しようとするなど無軌道に行動しながらも、「神の手」「悪魔の手」が絡む竜崎や沢村達の思惑に関わっていく。その過程で当初は無自覚だった罪の意識にも目覚めていき、最終的に自首する事を決意した。

### 政治家
榊 遥子〈52〉
演 - 高畑淳子
社会厚生大臣で元タレント。沢村や熊切をブレーンに据え、女性初の内閣総理大臣を目指す野望家。心臓病を患っており、熊切に隠蔽を手伝ってもらっていたが、竜崎の「神の手」によって完治した。竜崎の力を実際に体験し自分の政治活動に利用しようとしているが、意のままに操ることはできず、逆に竜崎自身からも利用されることもある。
「神の手」を政府が独占する法案を成立させることも企てたが、秘書の息子が在籍する院内学級で「神の手」を譲り合う子供たちを目の当たりにし、利権を独占する考えを改めるようになる。その後、大臣を退任し、無所属で再び選挙に出馬する。
岩本 かおる
演 - 黒坂真美（第2話・第4話・最終話）
榊大臣の女性秘書。シングルマザーで息子がいる。息子は、澪と同じ院内学級に通っている。

### 長谷部渚の関係者
吉住 正人〈31〉
演 - 忍成修吾（第1話 - 第6話・第8話・最終話）
ベアーズ製薬株式会社の研究員。渚の恋人。渚が話す竜崎の力の事を最初は笑い話程度に受け取っていたが、徐々に信じ始め、竜崎が渚の傷を治した事で確信。竜崎の能力を研究し、多くの人を助けたいという気持ちが強く、その為なら渚を裏切ったり、自身の腕まで折ったりするなど手段を選ばない。
長谷部 澪〈8〉
演 - 熊田聖亜
渚の娘。活発な性格だが、喘息持ちで外で遊ぶ事は少ない。竜崎の事を「魔法使いのおじさん」と呼んでいる。

### 白川家
白川 加奈〈17〉
演 - 波瑠
碧井の担当クラスの生徒。勝が仲間と女子大生不審死事件に関わる話をしているのを聞いてしまい、勝達に命を狙われる。そして勝ら違法薬物グループから逃げる途中で階段から落下し、意識不明の重体となる。後に竜崎の力で回復するが、それを知った勝に再び命を狙われ、今度は加奈を庇った母・雪江が勝に刺されてしまう。
白川 雪江
演 - 朝加真由美
加奈の母。加奈を殺そうとした勝に刺され重傷を負い意識不明の重体となるが、後に竜崎の力で回復する。

### 碧井家
碧井 武
演 - 中丸新将（第1話・第3話・第6話・最終話）
涼介の養父。常に涼介と志穂を優しく見守っている。涼介の力については、知っていたが黙っていた。
碧井 直子
演 - 日向明子（第1話・第3話・第4話・第6話・第8話・最終話）
涼介の養母。
碧井 志穂
演 - 河北麻友子（第1話 - 第4話・第6話・最終話）
涼介の妹。明るく素直な性格をしており、涼介を慕っている。幼い頃に飼い犬のバロンに襲われたが、涼介の「悪魔の手」でバロンが死んだ事で助かっている。

### その他
巽 孝子
演 - 飯沼千恵子（第1話・第2話・第6話・第8話・最終話）
臣司と涼介の実母。幼かった涼介とともに龍谷村から逃げ出した。二人で心中しようとしていたところ、直子と出会い、彼女に涼介を託した。

### ゲスト

#### 第1話
内村 修平
演 - 松本寛也
違法薬物の売買グループの一員で、女子大生不審死事件の主犯。捜査中の渚を殺そうとしたが、涼介に触れられた事で死亡。涼介による最初の犠牲者。
杉本 彰人
演 - 六平直政（第2話）
関東中央拘置所の所長。竜崎が脱獄する際に彼に唆された涼介の手で殺される。涼介による2人目の犠牲者。
看護師
演 - 大久保麻理子（第2話・第3話）
美澄総合病院の澪の担当看護師。
刑事
演 - 淺井孝行（第4話・第6話）、小幡誠（第4話・第6話）、下垣内大介（第4話・第6話）
沢村の部下。
ニュースキャスター
演 - 升田尚宏（TBSアナウンサー / 第4話・最終話）
- 遊木康剛、関田安明、渡辺穣、山口太郎

#### 第2話
沓掛
演 - 池田成志
ITの風雲児と呼ばれていたが、糖尿病の末期症状で入院中。熊切に竜崎を紹介され、全財産と引換に竜崎に治療を請う。
沓掛 里江子
演 - 真野裕子
沓掛の妻。全財産を竜崎に譲渡しようとする沓掛の行動を恐れ、資産を外国の銀行に移したために、竜崎との契約は破棄される。
内田
演 - 松浦祐也（第3話）
飲酒運転で交通事故を起こし、多数の子どもたちを負傷させた男。反省の色を見せない様子を見た涼介の手によって殺される。涼介による3人目の犠牲者。なお、負傷した子どもたちは竜崎の手によって回復した。
田山
演 - 飯田基祐
警察庁警備企画課理事官。
トモキ、トモキの両親
演 - 丸山歩夢、石井英明、ひがし由貴
内田の酒酔い運転事故に巻き込まれた家族。
- 椿真由美（第8話・最終話）、石母田史朗、井川哲也、青木鉄仁、豊田茂、小暮智美、川上瑛生、下江梨菜

#### 第3話
- 河野洋一郎、池田貴美子、岩崎正寛、堀口敬巧

#### 第4話
木下 健吾
演 - 滝藤賢一
警察庁警備企画課刑事。沢村の部下。悪魔の手の効果を確かめようとした沢村の指示を受けて涼介を殺そうとするも、返り討ちに遭い死亡。涼介による4人目の犠牲者。
- 小久保丈二、若羽幸平、木村啓介、甲斐秀樹、金田朋子、田中冴樹

#### 第5話
大崎 知美
演 - 平栗あつみ
レイのマネージャー。
レイ
演 - 平原綾香
人気歌手。喉に出来た癌により余命1ヶ月の身だが、歌い続けることにこだわり、延命治療を受けていない。彼女のファン層を取り込むために、彼女を神の手で治そうと榊が画策する。「きさらぎ記念病院」のチャリティーライブの最中、竜崎の「神の手」により大勢の観客達の前で回復する。
高橋
演 - 永井努（第6話・第8話・最終話）
警察庁警備企画課刑事。沢村の部下。
須藤 良夫
演 - 沼崎悠
「きさらぎ記念病院」院長。
柴田 豊子
演 - 泉晶子（第6話）
柴田宗助刑事の妻。現在は認知症を患っている。娘が居たが、既に亡くなっている。
- 森崎えいじ、四方宗、後藤健、江澤大樹、三浦秀明、海老沼崇史、瀧田敏広、原治武

#### 第6話
医師
演 - 鹿出俊之輔
患者
演 - 山内ツトム
ニュースキャスター
演 - 赤荻歩（TBSアナウンサー）
- 山口龍人、西村いづみ、足立龍弥、池崎美盤

#### 第7話
武田 俊樹
演 - 布施博
白川加奈の父。竜崎を脅して白川雪江を治療させる。
巽 史明
演 - 平田満（第8話・最終話）
二葉坂教会の神父で竜崎の実父。竜崎の力を恐れ、龍谷村に捨ててきた過去を持つ。竜崎が表に出たことにより、龍谷村での惨劇が繰り返されるのを恐れ、竜崎を殺そうとするが失敗し致命傷を負ってしまう。竜崎の治療を拒否し、涼介に看取られながら彼にメッセージを伝え死亡する。
瀧川 真人
演 - 大和田伸也
内閣総理大臣。
大和田 志郎
演 - 北見敏之
内閣官房長官。
重久 治
演 - 森下哲夫
警察庁長官。
浅川 五朗
演 - 西田健
法務大臣。
患者
演 - 本間剛、金山一彦、山崎満、野々宮かおり、城戸光晴、小椋毅、中村泰三、小林賢二、岡崎憲、細川正彦、沖孝二、皆川勇仁

#### 第8話
ニュースキャスター
演 - 鈴木順（TBSアナウンサー）
竜崎の祖父
声 - 立木文彦
- 長倉正和、井上浩（最終話）

#### 最終話
岩本翔太
演 - 土師野隆之介
榊の秘書・岩本かおるの息子。怪我をして澪と同じ病室に入院する。
- 中村世渚、猪野竜平、山下未夢、上原由恵、吉川真司、朽木正伸、栗原みぃか、足立学、畠中正文[12]、結城さなえ

## 用語
神の手
竜崎の能力。患部に手を触れただけで傷や病気を一瞬で治す事が出来る。ただし、すでに死んだ人間を生き返らせる事は不可能。自分で自分の傷を直す事はできないと語っているが、実際は可能。
かつて龍谷村の村民がその力で私欲を肥やそうとしたために醜い争いを勃発したことがあり、二宮からは「悪魔の手」だと恐れられている。
悪魔の手
碧井の能力。殺したいと思う人間に触れただけでその人間を殺す事が出来る。碧井自身は一部の人物を除いてその能力を隠している。「殺したい」と思わなければ発動しない。なお、最初に殺したのは飼い犬のバロン。正式名称は「鬼の手」。
悪魔の手で殺された人間は苦しみを感じることなく安楽死するため、竜崎からは「考えようによっては『神の手』はお前(碧井)の方かもしれない」と言われている。
龍谷村
某県にあった竜崎の生まれ育った村。1996年に廃村となり、その跡地にダムが建設され、村はダムの水の底に沈んでいる。そのため、現在は地図にも載っていない。碧井自身はその村に行った事はないが、碧井が母親から貰った御守の絵柄には村に纏わる龍の絵柄がある。碧井の両親も碧井が生まれる前に旅行で行った事がある。廃村となる以前は、竜崎の神の手を自らの欲に使おうとしたために村民達の間で醜い争いを展開していた。
「何百年に一度、どんな病気やケガも治す神の手を持つ子が生まれた時、村は滅び、次に触れただけで人を殺せる鬼の手を持つ子が生まれる」という言い伝えがある。

## スタッフ
- 脚本 - ワーナー・ブラザース映画ライターズワークショップ（青木万央、小林雄次、伊藤崇、加藤公平、国井桂、林壮太郎）
  - 複数の脚本家が書いたものをチーフ脚本家青木万央がまとめるという米国ドラマのような手法で制作。
- 音楽 - 井筒昭雄
- 主題歌 - 滝沢秀明「ヒカリひとつ」（avex trax）
- 挿入歌 - 平原綾香「ミオ・アモーレ」（ドリーミュージック）
- 企画協力 - 小岩井宏悦、ワーナー・ブラザース映画
- プロデューサー - 三城真一、那須田淳、松原浩
- 演出 - 加藤新、今井夏木
- 製作著作  - TBS

## 放送日程
| 各話                                                      | 放送日        | サブタイトル（放送時）              | サブタイトル（ラテ欄）                                                | 脚本                              | 演出            | 視聴率 |
| --------------------------------------------------------- | ------------- | ----------------------------------- | --------------------------------------------------------------------- | --------------------------------- | --------------- | ------ |
| 第1話                                                     | 2009年7月24日 | 神の手を持つ悪魔 悪魔の手を持つ天使 | 神の手を持つ悪魔 VS悪魔の手を持つ天使! No.1スピードミステリー日本上陸 | 小林雄次 青木万央                 | 加藤新          | 11.4%  |
| 第2話                                                     | 2009年7月31日 | 生かすか殺すか 究極の選択           | 究極の! 選択                                                          | 青木万央                          | 加藤新          | 09.4%  |
| 第3話                                                     | 2009年8月07日 | 母か刑事か 悪魔に魂を売る者たち     | 母か、刑事か                                                          | 青木万央                          | 今井夏木        | 08.3%  |
| 第4話                                                     | 2009年8月14日 | 逮捕 明かされる二人の過去           | 衝撃! 二人の過去                                                      | 青木万央 伊藤崇 国井桂            | 今井夏木        | 08.6%  |
| 第5話                                                     | 2009年8月21日 | 暗殺者                              | 暗殺者                                                                | 伊藤崇 青木万央                   | 加藤新          | 07.4%  |
| 第6話                                                     | 2009年8月28日 | 裏切者                              | 裏切者                                                                | 小林雄次 青木万央 伊藤崇 加藤公平 | 今井夏木        | 06.7%  |
| 第7話                                                     | 2009年9月11日 | 非常事態                            | 非常事態                                                              | 青木万央 小林雄次 加藤公平 伊藤崇 | 加藤新          | 07.0%  |
| 第8話                                                     | 2009年9月18日 | 兄弟                                | 兄弟〜感動の最終回SP! 前編                                            | 青木万央 小林雄次 林壮太郎        | 吉田健 今井夏木 | 06.8%  |
| 最終話                                                    | 2009年9月25日 | 望み                                | 感動の最終回SP! 生か死か! 神と悪魔の真実… 衝撃! 涙のラスト            | 青木万央 小林雄次 伊藤崇 加藤公平 | 加藤新 今井夏木 | 09.5%  |
| 平均視聴率 8.4%（視聴率は関東地区・ビデオリサーチ社調べ） |               |                                     |                                                                       |                                   |                 |        |
| 特別編                                                    | 2009年9月04日 | 緊急生放送特別編                    | 緊急生放送特別編                                                      | -                                 | -               | 07.3%  |

- 第7話は、出演者の錦戸亮が2009年8月31日にインフルエンザに感染した影響で、錦戸の出演シーンが収録できなくなったため、9月4日は緊急生放送特別編が放送され、本編は全9話に短縮された。第7話は9月11日に放送され、第8話と第9話はそれぞれ75分（15分拡大）の放送となる。
- 緊急生放送特別編では第6話までの総集編が放送され、放送の最初と最後に滝沢、錦戸、水川の主要キャスト3名が緑山スタジオのセットから生出演し、インフルエンザに感染した経緯の説明やドラマの番宣がなされた。また、総集編放送中もその放送を生で視聴する3名の姿が時折ワイプで映し出されていた。

## 関連商品
書籍
- オルトロスの犬 神の章（上巻）
- オルトロスの犬 悪魔の章（下巻）
  - 朝日新聞出版刊。本作の脚本担当の一人・小林雄次と、その弟小林英造によるノベライズ作品。
- 公式フォトブック（2009年9月17日、東京ニュース通信社出版）

## 備考
- 前作『スマイル』に続いてトヨタ自動車は提供クレジットを自粛している。なお渚の愛車としてiQが、沢村の愛車としてレクサスが使用されている。
- 渚の自宅に置かれた縫いぐるみや加奈のストラップに、提供スポンサーであるソフトバンクモバイルのノベルティである「お父さんBIGストラップ」や「しゃべるお父さんストラップ」が使用されている。
- 事前予告スポットでは主題歌ではなくThe White Stripesの「Conquest」がBGMとして使用されていたが、本編や以後の予告編では全く使用されていない。
- 水川あさみが『笑うマトリョーシカ』（2024年7月期金曜ドラマ）に出演したことを機に、U-NEXTで配信されるようになった[13]。